# Hans Schinz

Hans Schinz (1914)

Hans Schinz (Zurique, 6 de dezembro de 1858 - 30 de outubro de 1941) foi um botânico e explorador suíço.
Participou, em 1884, de uma expedição exploratória ao Sudoeste Africano Alemão, que foi organizada pelo comerciante alemão Adolf Lüderitz. Nos anos seguintes Schinz promoveu estudos científicos em partes do norte da colônia. Como resultado da expedição, ele publicou Deutsch-Südwestafrika, Forschungsreisen durch die deutschen Schutzgebiete Groß-Nama-und Hereroland, nach dem Kunene, dem Ngamisee und Kalahari, 1884-1887. Este trabalho foi um importante estudo científico, geográfico e etnográfico da colônia, e foi uma das primeiras obras completas sobre a região Ovamboland.
Em 1889 ele recebeu a sua habilitação em Zurique, onde em 1895 ele se tornou professor e diretor do Jardim Botânico. Ele foi o autor de Flora der Schweiz, que foi publicada por vários volumes, a partir de 1900 a 1923.

## Publicações
- Beiträge zur Kenntnis der Flora von Deutsch-Südwestafrika, Berlim e Zurique. 1888-1897